# Ciparski rat
Ciparski rat je naziv za ratni sukob između Mletačke Republike i Osmanskog Carstva koji je trajao 1570. – 1573. godine. Sukob je započeo 1570. invazijom osmanske vojske na mletački otok Cipar.
U rat se na strani Mletaka uključila i koalicija kršćanskih država pod imenom Sveta liga koju su činile Španjolska (s talijanskim posjedima), Republika Genova, Papinska Država, Vojvodstvo Savoja i Malteški vitezovi. Tijekom rata odigrala se velika pomorska Bitka kod Lepanta (1571.) u kojoj su snage kršćanske koalicije pobijedile osmansku flotu.
Ratne operacije se vodile su se i na području Dalmacije gdje je osmanska vojna sila prišla nadomak obalnih gradova i ugrožavala njihovo neposredno zaleđe. Tim ratom mletački posjedi u Dalmaciji svedeni su na uzak priobalni pojas s gradovima i na otoke.

## Početak i tijek rata
U ožujku 1570. godine, Osmanlije su zatražile od Mletaka da im preda otok Cipar. Mlečani su odbili taj zahtjev i to je dovelo do rata. Rat se vodio na Cipru, na kopnu u južnoj Hrvatskoj i Albaniji te na moru. Dana 20. svibnja 1571. sklopljena je Sveta liga između pape Pija V. (1566. – 1572.), španjolskog kralja Filipa II. (1556. – 1598.) i Mletaka.

## Istaknuti pojedinci
- Vid Matasović